# Pont sobre el Fluvià (Montagut i Oix)
El Pont de Castellfollit de la Roca és una obra del municipi de Montagut i Oix (Garrotxa) inclosa en l'Inventari del Patrimoni Arquitectònic de Catalunya.

## Descripció

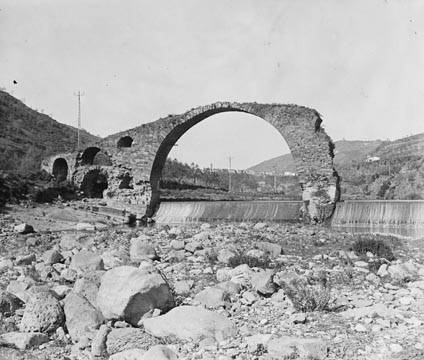
Antiga imatge del pont

El Pont Trancat o Pont de Castellfollit de la Roca està ubicat a un quilòmetre aigües avall de l'esmentat poble. Cal tenir en compte que en l'aspecte administratiu pertany al municipi del Montagut de Fluvià. Avui, el monument, es troba enrunat. Abans de l'aiguat del 18 d'octubre de 1977 disposava de tres arcades: dues de laterals petites i la gran arcada central de punt rodó. Eren visibles dos sobreeixidors situat al costat esquerre de l'arc central, i així mateix les arrencades dels arcs dels dos que un dia ocupaven els basaments de les pilastres, que per la seva perfecció tècnica fan pensar en un origen romà. Segons els historiadors, "el pont trencat" formava part de la via romana que travessava la Garrotxa des del Coll de Capsacosta fins a Besalú. Naturalment, el pont, amb el temps va sofrir moltes modificacions i el que en resta dempeus de la seva estructura pot datar-se entre els segles xiv i xv. Fins fa uns deu anys es creu que la destrucció de les arcades del costat dret del pont va ser portada a terme pels francesos. Gràcies a uns documents existents a l'Arxiu Municipal d'Olot es dedueix que el pont de Castellfollit fou arrossegat per un aiguat pels voltants de l'any 1643. El dia de Sant Lluc de l'any 1977 les aigües s'emportaren bona part de les restes.